# Левіафан (книга)
«Левіафа́н, або Суть, будова і повноваження держави церковної та цивільної» часто згадується українською просто як «Левіафан» — трактат англійського філософа Томаса Гоббса, написаний у 1642—1651 роках та опублікований у 1651, присвячений проблемам держави.
Праця створювалась у період революції в Англії. Т. Гоббс на той час був вчителем, та викладав у родині багатого дворянина. На написання цієї роботи філософа наштовхнули події, які він бачив навколо: перехід від абсолютної монархії до конституційної, громадянську війну, репресії короля, «короткий» та «довгий» парламенти, що показали свавілля влади. Він намагався обміркувати ці події з консерваторських поглядів, відстоюючи владу монарха, та вважав революціонерів ворогами, котрі не розуміли, що повертаються до стану первісної дикості.
Оригінальний твір розділено на 4 частини, та налічує 96 сторінок. Український переклад опубліковано видавництвом «Дух і літера» в 2000 році. У першій частині Т. Гоббс описує матерію, з якої створено Левіафана-державу, та його творця — людину. У другій частині — як, та шляхом яких угод він був створений, які права та обов'язки суверена, та що підтримує державу чи призводить до її падіння. Третя частина присвячена християнській державі та місцю в ній церкви. Четверта частина має назву «Царство темряви», описує перепони, що стоять на шляху благополуччя християнської держави.

## Основні ідеї
Левіафан — ім'я нездоланного біблійного чудовиська. Гоббс використовує цей образ в позитивному ключі для опису могутньої держави («смертного Бога»).
При створенні теорії виникнення держави Гоббс відштовхується від постулату про природний стан людей «Війна всіх проти всіх» (лат. Bellum omnium contra omnes) і розвиває ідею «Людина людині — вовк» (Homos homini lupus est).
Люди, у зв'язку з тривалою загрозою неминучого винищення при перебуванні в такому стані, для збереження своїх життів і загального миру відмовляються від частини своїх природних прав і згідно негласно укладеному суспільному договору наділяють більшими правами того, хто зобов'язується зберігати вільне користування збереженими правами — представника держави.
Державі, спілці людей, в якій воля одного (правителя) є обов'язковою для всіх, передається завдання регулювання відносин між всіма людьми.

## Зміст роботи

### Вступ
У вступі Томас Гоббс порівнює людину з механізмом та державу з її тілом. Філософ розкриває поняття Левіафана як Республіку, або Державу (англ. Commonwealth або state), подібну за будовою до людини, що стоїть над усіма окремими людьми. Верховна влада (sovereinty) є штучною душею Левіафана, яка надає життя та руху цьому тілу; урядовці (magistrates) та інші судові й виконавчі службовці — штучними суглобами; нагорода та покарання — нервами; багатство та заможність усіх приватних осіб — силою; безпека народу (salus populi) його справою; радники, через яких він дізнається про все необхідне, — пам'яттю; справедливість та закони — витвореним розумом (reason) та волею; злагода — здоров'ям; бунтарство — хворобою; а громадянська війна — смертю. Умови і договори, завдяки яким частини цього політичного тіла було створено, з'єднано та припасовано, порівнюються з велінням (fiat) створити людину, проголошеним Богом у Творінні.

### Перший розділ
Гоббс описує відчуття як основу діяльності людини. Він критикує античні твердження про те, що людина вже має певні знання від народження і лише згадує їх за відповідних умов. Він пише, що відчуття виражаються у двох видах — уявленнях та пам'яті, котрі описує по суті тотожними. Є прості та складні уявлення, що відтворюють відповідно речі та явища, котрі людина сприймала, і яких не сприймала особисто. Багата пам'ять є досвідом і він слугує основою для знання. Людина відрізняється від тварини тим, що виражає свої знання в мові, сповненій переплетіннями слів та їх значень. Гоббс доводить, що мова виникає через домовленість між людьми про те, які слова використовувати в якому значенні. Істина може сприйматися завдяки правильному вживанню слів, тоді як вкладення в них особистого сенсу призводить до хибних висновків і дій. Гоббс розмірковує про значення таких слів як любов, добро, зло, співчуття, сором тощо, які лежать в основі відносин між людьми. Він обґрунтовує необхідність дотримуватися домовленостей, щоб уникати шкоди для себе та інших. Головною цінністю, загальною для всіх людей, філософ визначає життя.
Філософ наводить поняття природного права (Jus naturale) — свободи людини використовувати власні сили будь-яким доцільним на її погляд шляхом для захисту власного життя. Природне право надає людині свободу робити усе те, що за її судженнями є найбільш розумним та вірним. Природний закон (lex naturalis) — загальне правило, згідно з яким людині забороняється робити те, що є згубним для її життя чи позбавляє людину засобів для самозахисту. Природний закон також забороняє нехтувати тим, що людина вважає найкращим засобом для збереження життя. Таким чином головний природний закон — це прагнути миру, за якого людина перебуває у безпеці. З нього слідує другий закон — заради миру людина мусить погодитись обмежити власну свободу. Але вигода, яку отримує одна людина від зменшення права іншої людини, полягає лише в зменшенні перешкод на шляху використання власного природженого права. Підбиваючи підсумки, Томас Гоббс надає 19 природних законів, що включають ці два і послідовно виводяться з них:
1. Слід шукати миру та дотримуватися його. Задля миру людина має право захищати себе усіма можливими засобами.
2. Кожна людина повинна бути готовою відмовитися від частки своєї свободи, та в інтересах миру та самозахисту дозволяти собі стільки ж, скільки вона дозволила би іншим щодо себе.
3. Люди повинні виконувати укладені угоди, інакше угоди не матимуть ніякого сенсу.
4. Людина, яка отримала благодіяння від іншої людини, повинна зробити певне благодіяння у відповідь, бо будь-яке благодіяння є бажанням отримати щось в обмін.
5. Повинна бути виключена з суспільства людина, яка з причини своєї жадібності хоче утримати за собою те, що є для іншої людини предметом першої необхідності.
6. Людина повинна вибачати минулі образи тим, хто, визнаючи свою вину, просить вибачення.
7. Якщо людина бажає помсти, вона повинна керуватися не розмірами здійсненного зла, а розмірами того добра, яке вона отримає внаслідок помсти.
8. Жодна людина не повинна дією, словом або чим-небудь ще виказувати нелюбов до іншої людини, бо це породжує боротьбу.
9. Питання про те, хто є кращою людиною, не має місця у суспільстві, де всі люди рівні.
10. Жодна людина не повинна надавати у договорі собі права, якого вона не надала б іншій стороні договору.
11. Кожен суддя повинен чесно та сумлінно вирішувати суперечки, бо в іншому разі вони будуть вирішені лише війною.
12. Якщо річ не можна поділити, вона повинна бути спільною, у рівному значенні.
13. Якщо ж річ неможливо поділити, але є певні люди які вважають її своєю, така суперечка повинна бути вирішена за жеребом.
14. Речі, які не можуть бути поділені, та не можуть бути спільними, повинні передаватися першому володарю, або першонародженому так само, як отримані за жеребом.
15. Усім людям, які є посередниками миру, повинна бути надана недоторканність.
16. У суперечці люди повинні довіряти третій особі — судді.
17. Ніхто не може бути суддею самого себе, бо тоді суддя неминуче буде зацікавлений у власній вигоді.
18. Ніхто не може бути суддею у справі, з якої він має вигоду.
19. У питаннях про факт, суддя не повинен схилятися у довірі до певної сторони, а довіряти свідкові цього факту.

### Другий розділ
Гоббс веде мову про становлення, розвиток, та функціонування держави. Томас Гоббс виступає творцем договірної теорії походження держави. Згідно з його вченням, держава та право з'являються як наслідок того, що люди віддають частину своїх прав державі, для того щоб держава могла захистити цих людей. Це необхідно тому, що в природному стані люди знаходяться у стані «Війни усіх проти кожного». У цьому випадку кожна людина сама повинна захищати свої права, свою безпеку, тощо. Оскільки у кожної людини є свій погляд на істинність дій та суспільство знаходиться у стані війни, неможлива жодна домовленість як така, бо кожен буде захищати виключно свої інтереси та виключно свою точку зору.
Тому Т. Гоббс надає договірну теорію, згідно якій захист людської безпеки та людських прав покладається на представників влади. Мислитель виділяє три форми держави: якщо представником влади є одна людина, тоді держава — монархія, якщо збори всіх, хто хоче брати участь, тоді це демократія, або народовладдя; а якщо верховна влада належить зібранню лише частини громадян, тоді це аристократія. У громадянському стані суспільства держава, через своїх представників, захищає свій народ, забезпечуючи йому мирне існування. Коли ж держава вбиває своїх громадян, тобто порушує головне право, вона перетворюється на міфологічне створіння — морське чудовисько Левіафана, котрий пожирає усе. Тоді жителі такої держави повинні повстати і відновити свою безпеку, навіть якщо це йтиме усупереч законам. В інших випадках люди повинні терпіти державу та її владу, інакше, поваливши державу, вони повернуться до природного стану і втратять не лише закони, а й права, повернувшись до стану дикості. Гоббс визначає право як свободу, яку залишає цивільний закон. Цивільний же закон є зобов'язанням і забирає ту свободу, яку надав природний закон.
Повторюючи своєю будовою тіло людини, держава повинна харчуватися, добувати й розподіляти блага, а також розмножуватися — засновувати колонії на нічийних землях. Також вона повинна боротися зі своїми хворобами — злочинами, та їх причинами — незнанням законів, неправильним їх тлумаченням, пристрастями. Філософ наводить низку міркувань про різновиди злочинів, а також покарання за них, обтяжливі обставини та підстави виправдання. Гоббс стверджує, що покарання невинних порушує головне право, проте воно допустиме в умовах війни та проти заколотників, оскільки сприяє настанню загального миру. Наостанок він розглядає підстави загибелі держави, такі як монополії та необдумані наслідування інших держав, правила перейняття влади тощо.

### Третій розділ
Міркуючи про вже існуючі закони, Т. Гоббс стверджує, що найвищим законодавцем над усіма правителями держав є Бог. На думку Гоббса, Святе Письмо не відрізняється від природних законів, з чого слідує, що воно є Божим Законом. В той же час, Святе Письмо було відкрито Богом не всім людям і того, хто його не знає, не може зобов'язати до покори цим законам жоден інший авторитет. Філософ розглядає різні тлумачення релігійних термінів на кшталт пророк, Царство Боже, життя вічне тощо, та роздумує над тим як відрізняти пророків від лжепророків, справжні дива від наслідків марновірства. Він доводить — в таких питаннях необхідно звертатися до авторитету намісника Бога на Землі.
На його думку, християнська держава і християнська церква — одне й те ж. У них мусить бути один верховний правитель, інакше в державі неодмінно почнуться розбрат і громадянська війна між церквою і державою. Якщо верховний правитель як держави, так і релігії забороняє пропагувати якесь вчення, то ніхто з підданих не може поширювати це вчення законно. В майбутньому Ісус Христос стане царем всієї землі та царем власних обранців. Земні лідери повинні наслідувати Христа — проповідувати і навчати, виконувати таїнства, призначати посади своїх послідовників. Християнські королі мають право виконувати будь-які пастирські функції та мають владу не лише проповідувати, а й хрестити, освячувати храми тощо. Але щоб не обтяжувати себе цими клопотами, правителі, подібно до Христа, можуть призначати для цього інших осіб. Загалом, цивільний суверен, якщо він християнин, є головою церкви своєї держави. З того, що Ісус Христос має верховну владу над усіма земними лідерами, Гоббс робить висновок, що єдиний необхідний для спасіння догмат віри — це те, що Ісус є Христос, тобто помазаник Бога. Іншими словами — визнання Христа царем світу.

### Четвертий розділ
Філософ описує «Царство темряви», що перешкоджає істинному розумінню суті та місця церкви. Воно є «змовою ошуканців, які задля отримання влади над людьми в цьому світі намагаються за допомогою темних та хибних вчень згасити в них світло як природи, так і Євангелії, і у цей спосіб зробити їх непідготовленими до майбутнього Царства Божого». Гоббс критикує розуміння сучасної церкви як Царства Божого, церковних таїнств як магії, віру в Чистилище та молитви за померлих. Він перераховує чотири причини виникнення «Царства темряви»:
1. Хибне тлумачення Святого Письма та використання його для підриву прав громадянського суверена.
2. Використання образів Бога, янголів тощо для релігійного поклоніння, що є ідолопоклонством, адже людина не може бачити їх, як матеріальних істот. Утім, саме по собі їх зображення не є злом. Ідолопоклонство є прямим підривом авторитету держави та її органів, бо громадяни починають вірити саме у них, а не у державу.
3. Релігія непостійна, вона змінюється, і разом з нею змінюються її закони, що також завдає шкоди державі та її громадянам.
4. Хибне використання традицій народу, або вигадування цих традицій заради підриву авторитету суверена, чи заплутування людей.

Наприкінці Гоббс висловлює сподівання, що його трактат принесе користь і що він «вільний від будь-якої упередженості, від будь-якого підлабузництва і не має іншої мети, окрім прагнення наочно змалювати людям співвідношення між захистом і покорою, непорушного дотримання якого вимагають стан людської природи та божественні закони, як природні, так і позитивні».

## Ремінісценції
- В романі Дена Сіммонса «Терор» (2007) Крозьє на проповідях іноді читав на пам'ять розділи з «Левіафана», називаючи його «Книгою Левіафана».
- Однойменний фільм Андрія Звягінцева (2014) розвиває ту ж ідею держави-чудовиська.

## Переклади українською
- Томас Гоббс. Левіафан, або Суть, будова і повноваження держави церковної та цивільної. Переклад з англійської: Ростислав Димерець, Володимир Єрмоленко, Наталія Іванова, Євген Мірошниченко, Тетяна Олійник; передмова та примітки: Тамара Польська та Віктор Малахов. — Київ : «Дух і літера», 2000. — 600 с. — ISBN 966-7888-04-5.[2]